# Тетовски пашалък
Тетовският пашалък е полусамостоятелно владение на албански феодали в Османската империя, с център северозападномакедонския град Тетово, съществувало от средата на XVIII до средата на XIX век.

## История
В средата на XVIII век с отслабването на централната власт в балканските територии на Османската империя много местни феодали се сдобиват с почти самостоятелна власт. В Тетово се установява Реч паша от село Бал, който управлява само Долния Полог. Внукът му Реджеп паша завладява Гостивар и Горния Полог от Топал паша и сломява мощта на делибашиите — остатъците от еничарите, които тормозят местното население. Реджеб паша въвежда система тежки данъци за населението, обновява тетовското Арабати Баба теке и учредява вакъф, отнася се благосклонно и към християнските светини — покровителства Кирил Пейчинович и съдейства със сина си Абдурахман паша за възстановяването на Лешочкия манастир „Свети Атнасий“.
В 1834 година Реджеп паша е наследен от сина си Абдурахман паша, управлявал заедно с баща си в последните му години. Той построява Тетовското кале и присъединява към пашалъка Кичевско, след като брат му Вели бег побеждава Кьор бег и става управител на Кичево. След смъртта на Вели бег в Кичево се установява друг брат на Абдурахман Хавзи, който получава титлата паша за дайствията си в Гръцката война. След това Хавзи паша получава ферман за управление на Скопие, но му се налага да превземе града с обсада от местните бегове.
В 1843 година Абдурахман паша е убит от Портата в Цариград и за кратко е наследен от брат си Джеладин бег Тетовски. В същата година се разбунтува гостиварският управител Дервиш Цара и Джеладин е принуден да се спасява в Скопие. Въстанието на Цара е разгромено в 1845 година от правителствените войски на Хайредин паша и Исмаил паша, а Тетово за кратко е завзет от дебърския управител и противник на Дервиш Цара, Дели бег. Дели бег управлява града до идването на Хайредин и Исмаил, които ликвидират Тетовския пашалък и образуват мюдюрлук, начело с каймакамин.
При управлението на тетовските паши в Полога прониква силен албански етнически елемент и етнографският облик на областта се променя.